# Separados
Separados é o primeiro álbum de estúdio do Ministério Unção de Deus, lançado em 2008 pela gravadora Graça Music.
Comparado ao álbum anterior, este traz uma presença maior das guitarras e uma sonoridade pop rock. A banda optou por não utilizar arranjos de metais na obra. Dentre as canções, destaca-se a faixa "Palavra Final" que se tornou um dos maiores hits da banda.
Separados teve a colaboração de vários músicos convidados, sendo os mais notáveis Ronald Fonseca nos arranjos, piano e produção musical e Isaac Ramos na guitarra e violão, ambos na época integrantes do Trazendo a Arca. A maior parte das composições são de Ronald Fonseca e do vocalista Rafael Novarine, tendo também a participação de Luiz Arcanjo e Davi Sacer em algumas faixas como letristas.

## Faixas
1. "Separados"
2. "Não Há Outro"
3. "Te Amo"
4. "Ouvi Tua Voz"
5. "Palavra Final"
6. "Enche-me"
7. "Atrai o Meu Coração"
8. "Sangue Precioso"
9. "Santo, Santo, Santo"
10. "Fiel é o Senhor"
11. "Celebre ao Rei"

## Ficha técnica
Banda
- Rafael Novarine - Vocal
- Hosanna Canabarro - Vocal de apoio
- Fernandinho - Baixo
- Leonardo Novarine - Bateria
- Fabiano - violão

Músicos convidados
- Ronald Fonseca - Produção musical, piano e arranjos
- Isaac Ramos - guitarra e violão